# Linho (criminoso)
Paulo César Silva dos Santos, mais conhecido como Linho (Rio de Janeiro, RJ, 19 de janeiro de 1972 – desaparecido em São Paulo, SP, 23 de janeiro de 2003), foi um criminoso brasileiro.
Era traficante, assassino, sequestrador e um dos maiores atacadistas de armas da cidade do Rio de Janeiro nos Anos 90. Era o irmão do Wagner da Silva Santos, E braço direito de Raimundo Nonato Gomes Sena ( Pedra branca ), wagner foi preso em 2004, pelos mesmos crimes praticados pelo Linho. Entre o final da década de 1990 a início de 2000, chegou a figurar na lista dos bandidos mais procurados no Rio de Janeiro e São Paulo até desaparecer misteriosamente em 2003.

## Biografia
Paulo César Silva dos Santos nasceu no conjunto habitacional Fazenda Botafogo, bairro não-oficial localizado em Coelho Neto, na Zona Norte do Rio de Janeiro, em 19 de janeiro de 1972, filho de Dulcemaria dos Santos, e tem outro irmão, Wagner da Silva Santos (n. em 1974). Nos anos seguintes, ganha apelido de Linho, planta em que a família cultivava e ele cuidava.
Seu primeiro registro criminal dele foi o assalto à farmácia em 1990, já de maior, aos 18 anos de idade. Linho começou sua ascensão como uns dos líderes do tráfico de drogas logo após a prisão dos traficantes Odir e Quito. Eles são acusados do ataque aos torcedores do Santos, que erraram o caminho e entraram no Complexo da Maré em 1995, quando voltavam do jogo de futebol entre Botafogo e Santos, no Maracanã.
Linho passou ser chefe de várias favelas e morros nos complexos da Maré e de Acari, no Rio de Janeiro. Desde então até final da década, seu poder só tem aumentado e é acusado de envolvimento em vários seqüestros no Estado do Rio de Janeiro.
Investigações policiais comprovaram que Linho começou a morar no Estado de São Paulo em 1997, tendo passado por 18 municípios, como forma de escapar da Polícia do Rio de Janeiro, tendo pelo menos em seus documentos sete nomes falsos em seis cidades em 2003. Ele também possuía, em nomes de terceiros, um posto de combustível e uma farmácia na capital paulista. Ainda segundo a Polícia, o irmão dele, Wagner da Silva Santos, era o responsável por um lava a jato em Santo André.
Na época das fugas, Linho conhece a Liliana Alexandra Araújo Marques (n. em 1979), na qual o casal de namorados chegou a viajar várias vezes à Europa a partir do Brasil, antes de engravidar. O casal teve seu primeiro e único filho, chamado de Patrick (n. 2000). No entanto, o relacionamento foi rompido em seguida, mas Linho pagava pensão para ex-mulher.
No início da década de 2000, chegou a figurar por vários meses na lista dos bandidos mais procurados do Rio de Janeiro, tendo inclusive aparecido no programa policial Linha Direta, em 5 de julho de 2001, em uma tentativa de captura desse criminoso. No entanto, são atribuídos os diversos crimes:
- De acordo com a viúva de Bira, Vanise Pereira do Nascimento, à polícia do RJ, seu marido foi assassinado em 9 de fevereiro de 2003 por Ronaldo Ferreira do Nascimento (já preso) a mando de Linho.[9]
- Ordenar matar a ex-mulher Liliana Alexandra Araújo Marques, por exigir a volta da pensão e os recursos para o sustento de Patrick, suspensa em 2002, ao descobrir que ela estava namorando com o jovem Marcelo dos Santos Zicari, 31 anos (dono do Audi), filho adotivo de um contraventor,[quem?] que o ajudava financeiramente e irritado com as exigências da jovem, mandou matá-la.[7][8] No dia 19 de março de 2004, foi encontrada morta dentro do porta-malas do Audi A-3 placa KML-5792, na Rua Almirante Baltazar, na Quinta da Boa Vista, em São Cristovão.[7][8] Não se sabe, se Liliana cobrava direto de Linho ou de homens da quadrilha, pois independente a qualquer suspeita, há evidência que fora assassinada por ordem do ex-marido.[7][8]

## Desaparecimento
De acordo com o depoimento do seu irmão, Wagner da Silva Santos, após ser preso em janeiro de 2004, Linho desapareceu misteriosamente da cidade de São Paulo no dia 23 de janeiro de 2003, quatro dias depois do seu aniversário de 31 anos. Naquele dia, Linho saiu de casa, em um condomínio luxuoso no bairro Pinheiros, na Zona Sul de São Paulo (por volta do meio-dia) e seu último contato foi por telefone com a outra mulher, Michele Lucena Fernandes (na época, com 24 anos), duas horas depois.
Ainda de acordo com Wagner, no mesmo dia, um dos comparsas do seu irmão, o traficante Ubiratan da Silva Oliveira, o Bira, ligou para Michele dizendo que Linho havia sido seqüestrado por policiais corruptos que pediam R$ 2 milhões para o resgate. Bira desapareceu em seguida e em 10 de fevereiro, um corpo achado com cabeça e braços arrancados (enterrado como indigente) é identificado como Bira em 2004 pela viúva dele.
Wagner da Silva Santos vendeu o posto (sete meses após o desaparecimento do irmão) e voltou para a cidade do Rio de Janeiro, onde foi preso em uma casa em Marechal Hermes, na Zona Norte, por força de um mandado de prisão expedido pela 2ª Vara Criminal da Ilha do Governador.
Com a prisão do irmão do Linho, a especulação de que ele tenha desaparecido era antiga pela Polícia do Rio de Janeiro e São Paulo, já que não tinham pistas sobre novo paradeiro do criminoso desde final de 2002, apesar do modus operandi dele e de sua quadrilha serem os mesmos, embora o seu aliado Edmílson Ferreira dos Santos, o Sassá, começou a passar a liderar na época, a parceria entre as facções criminosas do Terceiro Comando (TC) e Amigos dos Amigos (ADA).

## Morte
Desde seu desaparecimento, o pedido de resgate de Linho nunca mais foi feito. No entanto, em 2005, de acordo com setores de inteligência da polícia e os criminosos que eram aliados e rivais de Linho que foram presos, afirmam com clareza que Linho e Bira foram mortos por antigos aliados e não policiais corruptos. Apesar da presunção que Linho esteja morto, não há nenhuma prova da morte dele, pois os seus restos mortais nunca foram encontrados e, desde então, ele continua desaparecido.
Até seu desaparecimento, Linho teve como seus aliados os traficantes Sassá, Juca Bala,[carece de fontes?] Melão,[carece de fontes?] Schutz,[carece de fontes?] outro conhecido como Gigante ou Macedo (foragido em Minas Gerais),[carece de fontes?] entre outros.[carece de fontes?]
Antes do misterioso desaparecimento vir à tona em 2004, Edmílson Ferreira dos Santos, o Sassá, já liderava a parceria entre as facções Terceiro Comando (TC) e Amigos dos Amigos (ADA), já em meados de 2003, o que reforça a tese da morte e desaparecimento de Linho.